# Salvia sclareoides
Salvia sclareoides é uma espécie de planta com flor pertencente à família Lamiaceae. 
A autoridade científica da espécie é Brot., tendo sido publicada em Fl. Lusit. 1: 17 (1804).

## Portugal
Trata-se de uma espécie presente no território português, nomeadamente em Portugal Continental.
Em termos de naturalidade é endémica da Península Ibérica.

## Protecção
Não se encontra protegida por legislação portuguesa ou da Comunidade Europeia.